# Austrocerus asymmetricus
Austrocerus asymmetricus är en insektsart som beskrevs av Webb 1983. Austrocerus asymmetricus ingår i släktet Austrocerus och familjen dvärgstritar. Inga underarter finns listade i Catalogue of Life.